# Kantongerecht Doesburg
Het kantongerecht Doesburg was van 1838 tot 1934 een van de kantongerechten in Nederland. Doesburg vormde bij de oprichting het zesde kanton van het arrondissement Zutphen. Het gerecht werd in 1891 gevestigd in een monumentaal pand aan de Koepoortstraat in Doesburg.
Het archief van het kantongerecht werd in 1983 overgedragen aan het Rijksarchief in Gelderland. In 2002 werd het overgebracht naar het Gelders Archief.